# Kanion Antylopy

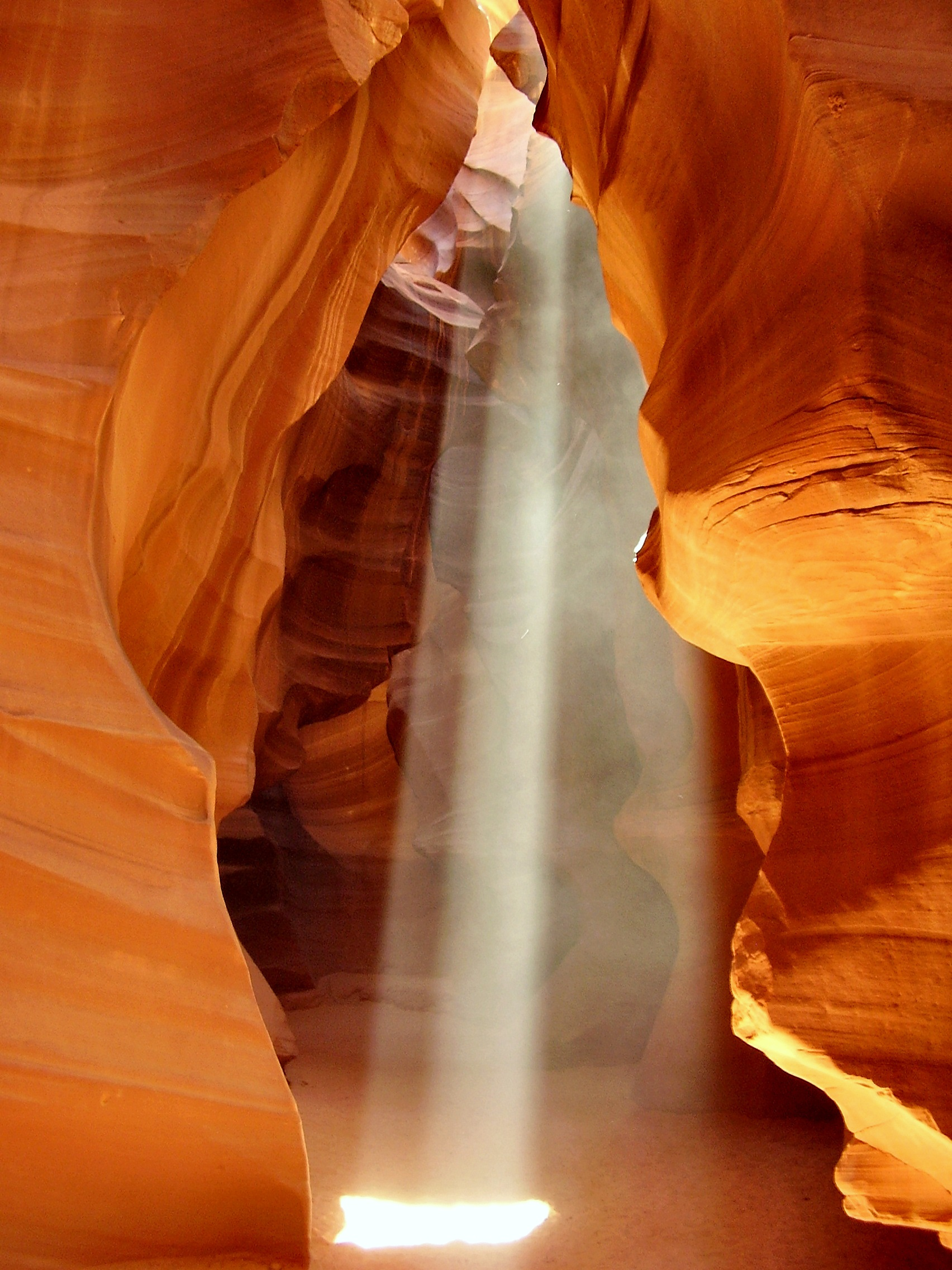
Kanion Antylopy

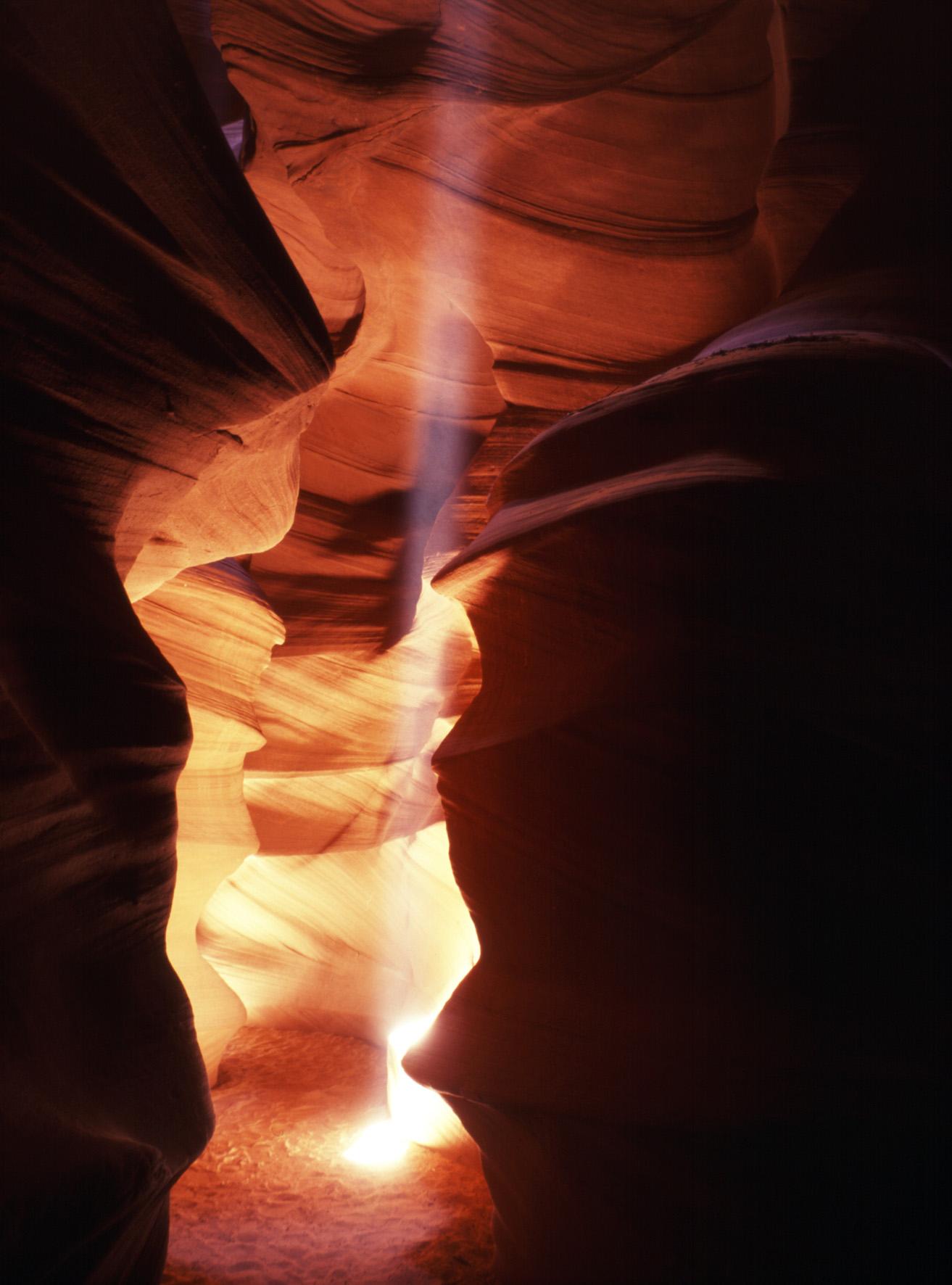
Kanion na fotografii Raimund Marxa

Kanion Antylopy (ang.: Antelope Canyon), nazywany także Kanionem Korkociągu (ang.: Corkscrew Canyon) – kanion szczelinowy znajdujący się na terenie rezerwatu plemienia Nawaho w stanie Arizona w USA. Powstawał przez miliony lat wskutek wymywania piaskowca przez powodzie błyskawiczne. Jest jednym z najchętniej odwiedzanych i fotografowanych przez turystów kanionów na południowym zachodzie Stanów Zjednoczonych.
Kanion dzieli się na dwie części: górną (Upper Antelope Canyon) oraz dolną (Lower Antelope Canyon). Oba kaniony znajdują się pod opieką The Navajo Parks and Recreation Department.

## Geologia
Kanion Antylopy powstał na skutek silnej erozji piaskowca Nawaho, charakterystycznego dla tego obszaru. Wygładzoną powierzchnię skał kanion zawdzięcza okresowemu zalewaniu wodą opadową tworzącą silny potok płynący ku rzece Kolorado. Dno kanionu jest z reguły kamieniste, na potrzeby turystyki wysypywane piaskiem. Silne okresowe opady monsunowe powodują kumulację wody powyżej kanionów, po czym spływa ona przez Antelope do Jeziora Powella. Piaskowiec Nawaho jest plastyczny, dzięki czemu woda łatwo formuje charakterystyczne wyżłobienia i wgłębienia o zaokrąglonych krawędziach. Powodzie w kanionie występują nadal. Jedną z większych było zalanie w październiku 2006 roku Antelope po trwającym 36 godzin przyborze, na skutek którego władze Parku zmuszone były zamknąć go na 5 miesięcy. Opady uniemożliwiające zwiedzanie wystąpiły także pod koniec lipca 2011 roku.

## Turystyka i fotografia
Wjazd na obszar kanionów wymaga zgody plemienia Nawaho, gdyż znajduje się na terenie Navajo Indian Reservation (Rezerwatu Indian Nawaho). W praktyce ogranicza się to do kilkudolarowej opłaty od osoby. Turyści korzystają ponadto z transportu właścicieli terenu i mogą spędzić tu tylko dwie godziny. Kanion jest bardzo chętnie odwiedzany i fotografowany przez turystów z całego świata. Najdogodniejszą porą dnia są godziny przedpołudniowe, ponieważ wtedy można zaobserwować charakterystyczne snopy światła wpadające przez szczyt Antelope. Fotografowanie w pozostałych godzinach zwiedzania nie jest proste ze względu na duży mrok panujący wewnątrz (konieczne jest użycie statywu).
Lower Antelope Canyon nazywany w języku nawaho Hazdistazí („kamienne spiralne łuki”), dostępny jest z przewodnikiem, znajduje się w bezpośrednim sąsiedztwie Jeziora Powella i jest dłuższy niż górny kanion. Wchodzi się do niego i wychodzi po kilku stalowych drabinach. Wiązki światła pojawiające się w kanionie w godzinach rannych można zaobserwować od 15 marca do 7 października każdego roku.
Upper Antelope Canyon w języku Indian nazywany Tsé bighánílíní („miejsce gdzie woda biegnie przez skały”), znajduje się na południe od dolnego kanionu, dostępny jest z przewodnikiem po uprzedniej przejażdżce samochodem wycieczkowym. Cały kanion znajduje się na jednym poziomie i nie wymaga wspinaczki. Jego oświetlenie najkorzystniejsze jest we wczesnych godzinach rannych.
Głębokość tego kanionu sięga nieco ponad 30 metrów, a szerokość nie przekracza kilku metrów.

## Powodzie błyskawiczne

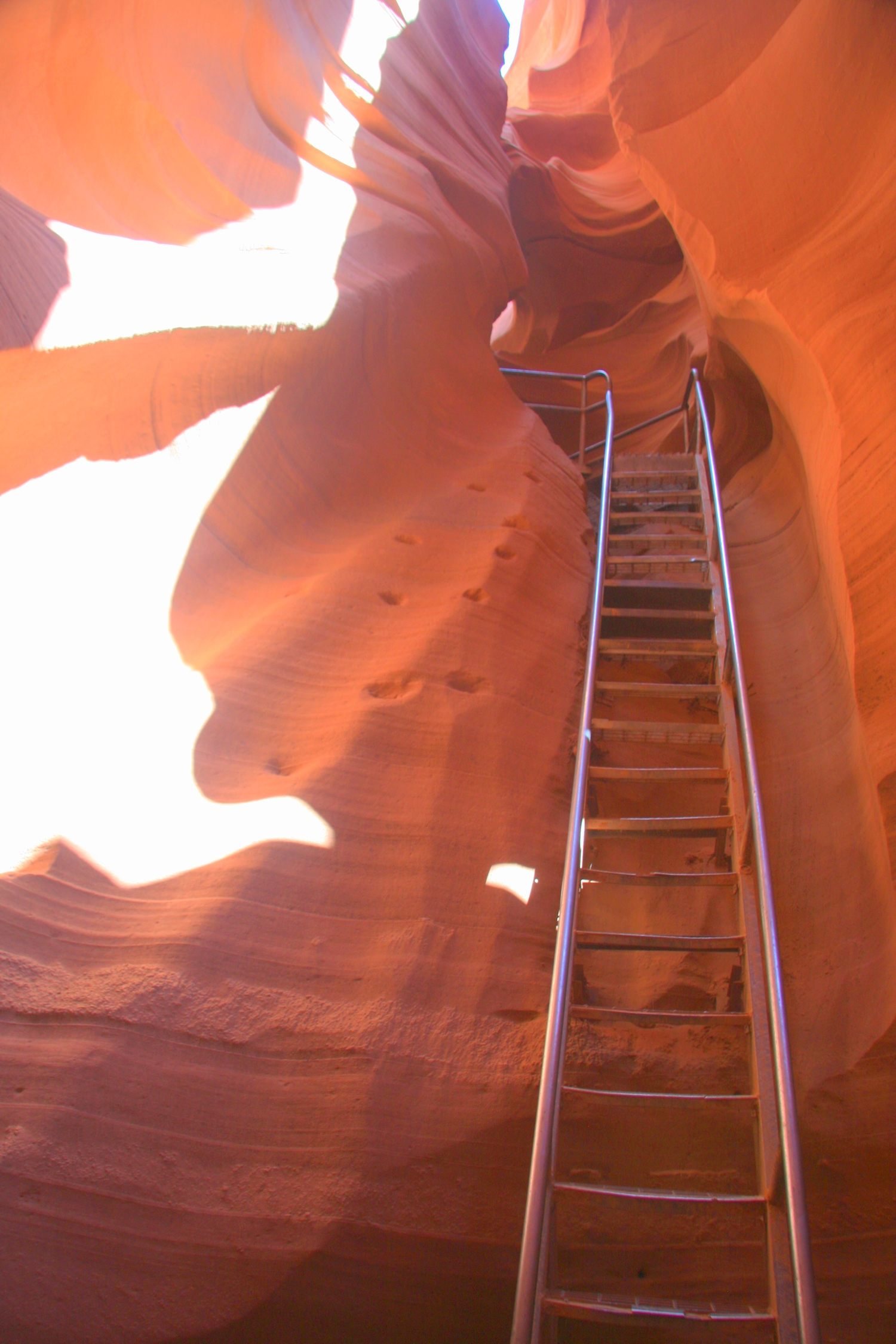
Drabina ewakuacyjna w Lower Antelope Canyon

Antelope Canyon dostępny jest tylko z przewodnikiem ze względu na możliwość wystąpienia niebezpiecznego zjawiska, jakim jest powódź błyskawiczna. Zarówno podczas deszczów monsunowych, jak i nagłych gwałtownych opadów woda nie wsiąka w kamienne podłoże, tylko szybko spływa w dół kanionów do Jeziora Powella. W dniu 12 sierpnia 1997 roku tego typu powódź, spowodowana gwałtowną burzą z piorunami, doprowadziła do śmierci jedenastu turystów (siedmiu Francuzów, Szweda, Brytyjczyka i dwóch Amerykanów). Powódź przeżył jedynie przewodnik Francisco „Poncho” Quintana, który przeszedł wcześniej szkolenie. Główną przyczyną tragedii było porwanie przez nurt drewnianych drabin prowadzących na zewnątrz kanionu. Po tym zdarzeniu zamontowano stalowe drabiny przymocowane do skał kotwami oraz zainstalowano system ostrzegający o nadchodzącym zagrożeniu.